# محمد افضل ظله
محمد افضل ظله (انگلیسی: Muhammad Afzal Zullah؛ ۱۹ آوریل ۱۹۲۸ – ۲۳ دسامبر ۲۰۱۱) قاضی اهل پاکستان بود. وی از سال ۱۹۹۰ تا ۱۹۹۳ قاضی ارشد پاکستان بوده‌است.